# Rifabutine
La rifabutine est une molécule antibiotique de la classe des rifamycines.
Elle fait partie de la liste des médicaments essentiels de l'Organisation mondiale de la santé (liste mise à jour en avril 2013).

## Historique
La rifabutine a pour la première fois été synthétisée par Marsili et al. en 1981, par condensation de la 1-isobutyl-4-pipéridone avec la rifamycine S. Cette dernière est elle-même dérivée de la rifamycine B, un produit de fermentation (historiquement) issu d’Amycolatopsis mediterranei : la rifabutine est donc une molécule hémisynthétique.

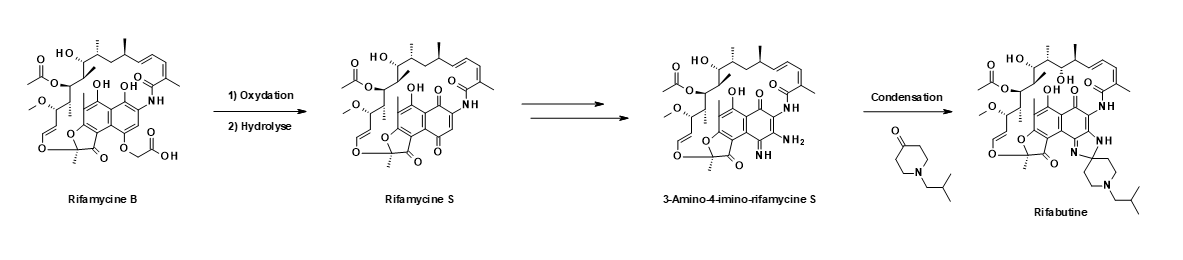

Concernant sa commercialisation, la rifabutine a obtenu son autorisation de mise sur le marché (AMM) en 1993, sous le nom de princeps Ansatipine. La rifabutine existe également sous le nom de spécialité Mycobutin.

## Spectre d'action
La rifabutine possède un large spectre d'action. Celle-ci est active contre des mycobactétries (Mycobacterium avium complex, Mycobacterium tuberculosis, Mycobacterium leprae). La rifabutine est également active contre un certain nombre de bactéries Gram positif telles que Staphylococcus aureus et Streptococcus pyogenes. Elle possède aussi une activité contre certaines bactéries Gram négatif comme Neisseria meningitidis, Helicobacter pylori, Chlamydia trachomatis et Pseudomonas aeruginosa.Il est même rapporté une activité antiparasitaire, contre Toxoplasma gondii.

## Données pharmacologiques

### Pharmacodynamie
Comme les autres membres de la classe des rifamycines, le mécanisme d’action de la rifabutine passe par une inhibition de l’ARN polymérase ADN-dépendante de la bactérie. Cette inhibition est due à une gêne stérique occasionnée par l’agent thérapeutique lors de son interaction avec l’enzyme : la polymérisation des nucléosides triphosphate de l’amorce se trouve bloquée, empêchant ainsi la poursuite de la synthèse de l’ARN bactérien. De par ce mécanisme, la rifabutine est bactéricide.

### Pharmacocinétique

#### Absorption
La rifabutine présente un facteur de biodisponibilité d'environ 20 %. Cette faible valeur est sûrement due à une grande excrétion biliaire et un effet de premier passage hépatique.

#### Distribution
Du fait de son caractère lipophile, la rifabutine se distribue largement dans les tissus. La molécule possède ainsi un volume de distribution de 9,3 L/kg.

#### Métabolisation

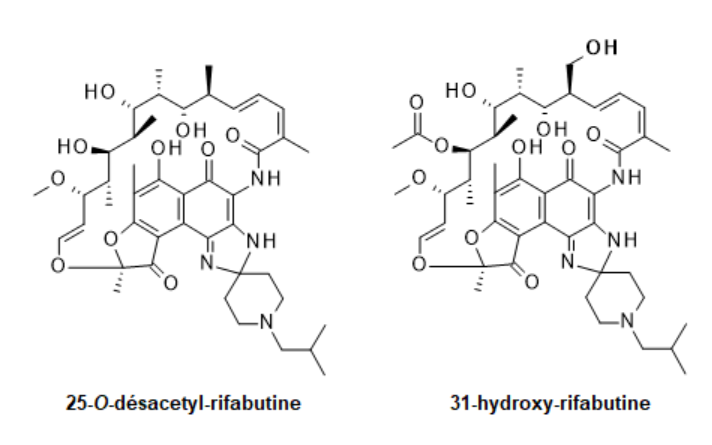

Le temps de demi-vie de la rifabutine est de 45 heures en moyenne. Elle est lentement mais fortement métabolisée, avec possiblement une vingtaine de métabolites formés. Deux d'entre eux ont été identifiés dans la plasma : la 25-O-désacetyl-rifabutine, correspondant à l'hydrolyse de la fonction ester en position 25 et la 31-hydroxy-rifabutine, obtenue par oxydation du groupement méthyle en position 31. Ces métabolites possèdent une activité antibiotique.

#### Excrétion
L' excrétion de la rifabutine est mixte : 30 % est éliminée dans les faeces et 50 % dans les urines sous forme de métabolites. Le reste est excrété dans la bile et dans les urines sous forme inchangée.

## Utilisation pharmaceutique

### Indications
La rifabutine est indiquée dans les cas suivants :
- traitement préventif des infections à mycobactéries dues à Mycobacterium avium complex (MAC) chez les sujets infectés par le virus VIH et présentant un taux de CD4 inférieur à 100/mm3.
- traitement curatif des infections à mycobactéries dues à Mycobacterium avium complex (MAC) chez les sujets infectés par le virus VIH dans le cadre d'une polychimiothérapie.
- Traitement de la tuberculose multirésistante en particulier à la rifampicine.

### Effets Indésirables
La rifabutine peut causer un certain nombre d'effets indésirables, tels qu'une neutropénie, des éruptions cutanées, des nausées et vomissements, etc.
De plus, du fait de la forte coloration de la rifabutine et de ses métabolites, un autre effet indésirable rencontré est la coloration des sécrétions (urines, sueur, larmes, etc.) en orange. Ceci n'est toutefois pas dangereux.
Comme d'autres molécules de la classe des rifamycines, la rifabutine est un inducteur du cytochrome P450. Cet effet est toutefois moins marqué que pour la rifampicine par exemple.

### Contre-indications
Les contre-indications de la rifabutine sont les suivantes :
- Hypersensibilité aux rifamycines, de par une réaction allergique croisée entre les membres de cette famille chimique
- Insuffisance rénale, de par une grande proportion de la rifabutine excrétée dans les urines (sous forme de métabolites)
- Utilisation concomitante de saquinavir, un inhibiteur de la protéase utilisé dans le traitement contre le VIH. La rifabutine étant un inducteur enzymatique, le saquinavir peut voir son efficacité diminuée car plus fortement métabolisé par le cytochrome P450[14].
- Par mesure de précaution, la rifabutine ne doit pas être prescrite chez la femme enceinte et chez la femme allaitante. Il n'existe en effet pas d'études concernant le passage de l'antibiotique dans le liquide amniotique ou dans le lait maternel.